# Rudmar von Hader

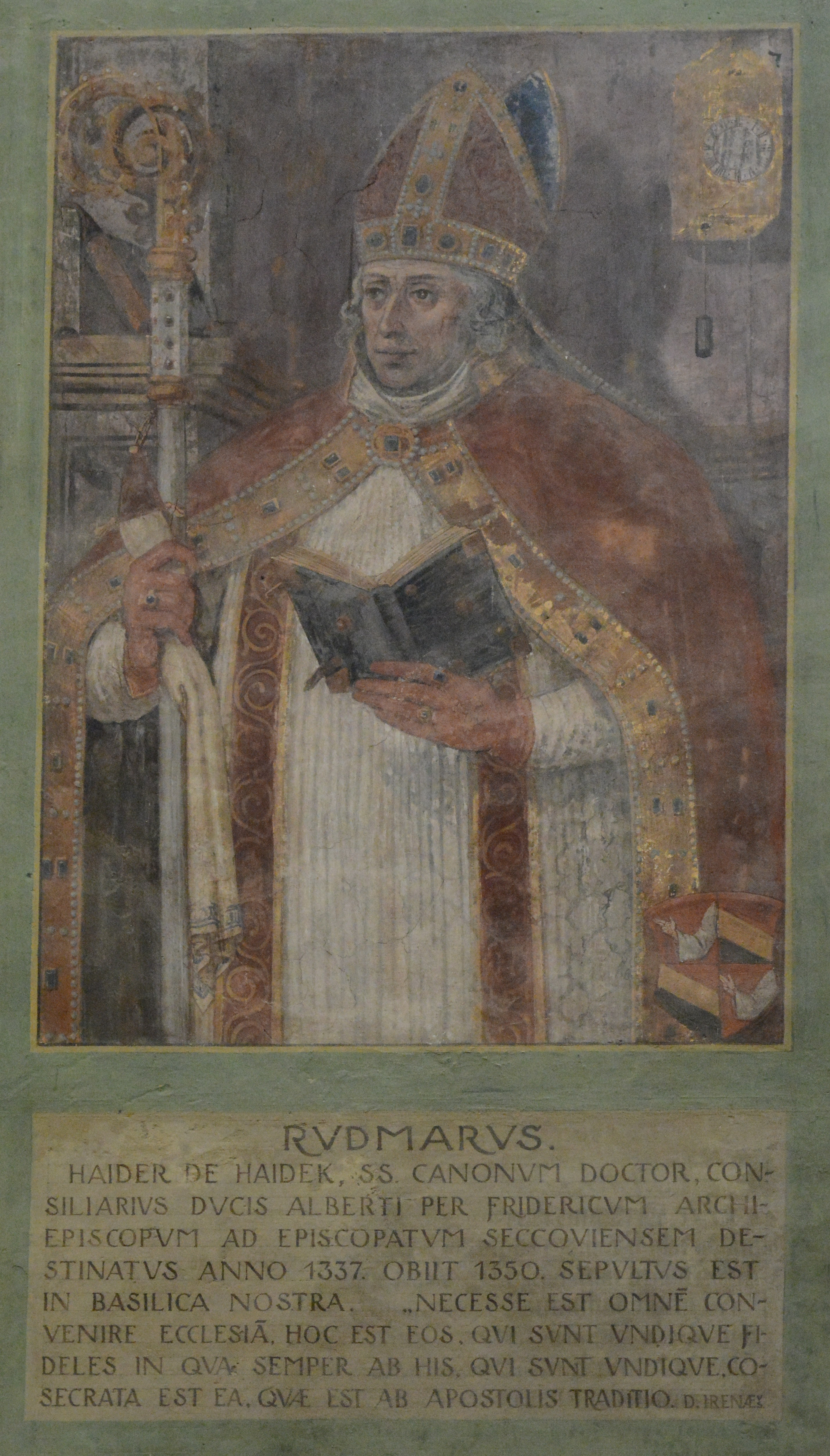
Halbfigurenportrait Bischof Rudmar von Hader, Basilika Seckau, Bischofskapelle (Darstellung um 1595)

Rudmar von Hader († 27. oder 28. September 1355) war Bischof von Seckau.
Rudmar von Hader wurde als Sohn des Walchunus von Hader, eines Lehensmanns des Hochstiftes Passau, geboren und war mit dem Salzburger Erzbischof Heinrich von Pirnbrunn verwandt. Er war zuerst Kaplan des Kardinaldiakons von S. Adriano, 1316 Pfarrer von Stockerau und Kanoniker in Mattsee, von 1329 bis 1333 hatte er ein Kanonikat in Passau inne. Danach wurde er Domherr und erhielt vom Papst die Erlaubnis, alle anderen Pfründen beizubehalten. Von 1318 bis 1324 studierte er in Bologna und wurde 1337 Kanzler an der Spitze der erzbischöflichen Salzburger Kanzlei mit dem Titel eines Protonotars. 
1337 wurde er durch den Salzburger Erzbischof Friedrich III. von Leibnitz zum Bischof von Seckau ernannt. Zu Beginn seiner Regierung hielt er sich zumeist in Salzburg auf. Auf Schloss Wasserberg in Gaal bei Seckau ließ er sich eine prächtige Residenz bauen. Er vergrößerte den Bistumbesitz durch Zukäufe, Lehensrückkäufe und Neuanschaffungen und ließ den Seckauer Dom neu ausstatten. Mehrere bischöfliche Verwaltungszentren wie z. B. Schloss Leibnitz ließ er ausbauen. Rudmar von Hader gilt als einer der bedeutendsten Seckauer Bischöfe. Er starb am 28. September 1355, seine Grabstätte ist unbekannt.